# 알렉상드르 아자
알렉상드르 아자(프랑스어: Alexandre Aja, 1978년 8월 7일 ~ )는 프랑스의 영화 감독이다. '아자'는 예명으로, 본명인 알렉상드르 주앙아르카디(Alexandre Jouan-Arcady)의 머리 글자를 따서 지은 것이다.

## 작품 목록
- Furia (1999)
- 엑스텐션 (2003)
- 힐즈 아이즈 (2006)
- 미러 (2008)
- 피라냐 (2010)
- 혼스 (2013)
- 나인스 라이프 (2016)
- 크롤 (2019)
- O2 (2021)